# Velika nagrada Tripolisa 1934
Velika nagrada Tripolisa 1934 je bila neprvenstvena dirka za Veliko nagrado v sezoni 1934. Odvijala se je 6. maja 1934 v italijanskem mestu Tripolis, danes Libija. 

## Poročilo

### Pred dirko
Dirka, ki je potekala pod pravili Formula Libre, je potekala na zelo hitrem cestnem dirkališču Mellaha v Libiji, ki je bila takrat pod italijansko nadvlado. Pred dirko so razširili stezo, hitrim ovinkom pa so dodali robnike. Ker je dirka kot običajno potekala v sodelovanju z državno loterijo, je bila štartna lista dolga, trideset prijavljenih dirkačev, od katerih jih je šestindvajset štartalo. Zaradi škandala na lanski dirki, je bilo sprejeto novo pravilo, po katerem lastnik loterijskega listka s svojim dirkačem ni mogel priti v stik pred štartom. Namreč dirkači so že sedeli v dirkalnikih, ko so zmagovalci loterije lahko izžrebali svojo številko dirkača, zmagovalec loterije pa je dobil 7,5 milijona italijanskih Lir.
Officine Alfieri Maserati je za svojega dirkača, Piera Taruffija, pripravil posebnego različico dirkalnika Maserati 8CM, dvomotorno Sedici Cilindri. Na dirki sta nastopila tudi dva ameriška dirkača z dikalnikoma Miller, enem na štirikolesni pogon in s prostornino motorja 5,0 L, s katerim je dirkal Peter de Paolo in ki je bil uporabljen na dirki Indianapolis 500 1932, ter drugim s prostornino motorja 3722 ccm³, s katerim je dirkal Lou Moore in ki je bil uporabljen na dirki Indianapolis 500 1933. De Paolov dirkalnik je bil sploh prvi dirkalnik s pogonom na vsa štiri kolea na dirkah za Veliko nagrado. Po koncu prostega treninga je skoraj prišlo do trčenja med Achillom Varzijem, ki ni upočasnil, in Renéjem Dreyfusom, ki ni želel obremenjevati dirkalnika Antonia Brivia. Varzi se je uspel izogniti Francozu, toda trčil v robnik, pri čemer je poškodoval motor. Za dirko so z letalom postali novega. 

### Dirka
Na štartu je Taruffi s svojim predelanim dirkalnikom Sedici Cilindri prevzel vodstvo in začel bežati konkurenci, toda v sedmem krogu je v enem od ovinkov, ki je kasneje postal znan kot Taruffijev ovinkek, prepozno zaviral, trčil v oglaševalsko tablo za pivo (kasneje mu je pivovarna povrnila stroške nesreče) in odstopil. S tem je vodstvo prevzel Louis Chiron in ga držal do svojega postanka v boksu za menjavo pnevmatik, ko sta ga prehitela Achille Varzi in Hugh Hamilton. Že kmalu je Chiron uspel prehiteti Hamiltona, ki se je zelo trudil obdržati priključek z Monačanom, a je moral upočasniti zaradi okvare uplinjača, v tridesetem krogu je tudi odstopil. 
Deset krogov pred koncem dirke je vodil Varzi, blizu mu je bil Chiron med tem, ko je Guy Moll zaostajal že več kot minuto. Podobno kot na dirki za Veliko nagrado Monaka, se je mladi alžirski dirkač uspel pribložati vodilnima, ki sta vozila taktično in opazovala en drugega. Nekaj krogov pred ciljem je prehitel Chirona, ki je imel težave z nizkim pritiskom olja, in se prebil na drugo mesto. Prav v zadnjem ovinku zadnjega kroga pa je napadel tudi vodinega Varzija, toda veteran se ni pustil presenetiti in ga je zaprl. Scuderia Ferrari je tako osvojila trojno zmago.

### Po dirki
Po dirki je Moll obtožil Varzija, da ga je ta v zadnjem ovinku poskušal izriniti iz steze. Varzi je obranil lansko zmago, tokrat brez obtožb o dogovorjenem rezultatu.

## Rezultati

### Dirka
| Poz | Št | Dirkač              | Moštvo                      | Dirkalnik        | Krogi | Čas/Odstop      | Št. m. |
| --- | -- | ------------------- | --------------------------- | ---------------- | ----- | --------------- | ------ |
| 1   | 18 | Achille Varzi       | Scuderia Ferrari            | Alfa Romeo P3    | 40    | 2:48:53,8       | 7      |
| 2   | 28 | Guy Moll            | Scuderia Ferrari            | Alfa Romeo P3    | 40    | + 0,2 s         | 12     |
| 3   | 32 | Louis Chiron        | Scuderia Ferrari            | Alfa Romeo P3    | 40    | + 24,2 s        | 14     |
| 4   | 52 | Philippe Étancelin  | Privatnik                   | Maserati 8CM     | 40    | + 6:45,2        | 23     |
| 5   | 42 | Clemente Biondetti  | Gruppo Genovese San Giorgio | Maserati 8CM     | 40    | + 11:20,4       | 18     |
| 6   | 38 | René Dreyfus        | Automobiles Ettore Bugatti  | Bugatti T59      | 40    | + 13:18,4       | 17     |
| 7   | 24 | Lou Moore           | Privatnik                   | Miller           | 40    | + 17:31,0       | 10     |
| 8   | 30 | Peter de Paolo      | Privatnik                   | Miller           | 40    | + 18:27,8       | 13     |
| 9   | 36 | George Eyston       | Privatnik                   | Alfa Romeo Monza | 40    | + 25:28,8       | 16     |
| 10  | 60 | Renato Balestrero   | Scuderia Balestrero         | Alfa Romeo Monza | 39    | + 1 krog        | 27     |
| 11  | 20 | Guglielmo Carraroli | Scuderia Ferrari            | Alfa Romeo P3    | 38    | + 2 kroga       | 8      |
| Ods | 22 | Mario Tadini        | Scuderia Ferrari            | Alfa Romeo P3    | 37    |                 | 9      |
| Ods | 14 | Hugh Hamilton       | Whitney Straight Ltd.       | Maserati 8CM     | 30    | Uplinjač        | 4      |
| Ods | 2  | Jean-Pierre Wimille | Automobiles Ettore Bugatti  | Bugatti T59      | 25    | Črpalka za olje | 1      |
| Ods | 56 | Per Widengren       | Privatnik                   | Alfa Romeo Monza | 22    |                 | 26     |
| Ods | 12 | Carlo Pellegrini    | Privatnik                   | Alfa Romeo Monza | 14    |                 | 5      |
| Ods | 34 | Guido Premoli       | Privatnik                   | PBM              | 14    |                 | 15     |
| Ods | 54 | Whitney Straight    | Whitney Straight Ltd.       | Maserati 8CM     | 11    | Bat             | 24     |
| Ods | 56 | Eugenio Siena       | Scuderia Siena              | Maserati 8CM     | 10    |                 | 25     |
| Ods | 46 | Giovanni Battaglia  | Privatnik                   | Alfa Romeo Monza | 8     |                 | 20     |
| Ods | 6  | Piero Taruffi       | Officine Alfieri Maserati   | Maserati 8CM     | 7     | Trčenje         | 3      |
| Ods | 4  | Carlo Felice Trossi | Scuderia Ferrari            | Alfa Romeo P3    | 6     |                 | 2      |
| Ods | 14 | Carlo Gazzabini     | Privatnik                   | Maserati 8CM     | 5     |                 | 6      |
| Ods | 48 | Raymond Sommer      | Privatnik                   | Alfa Romeo Monza | 3     |                 | 21     |
| Ods | 44 | Felice Bonetto      | Privatnik                   | Alfa Romeo Monza | 2     |                 | 19     |
| Ods | 50 | Goffredo Zehender   | Privatnik                   | Maserati 8CM     | 1     |                 | 22     |
| DNA | 8  | Tazio Nuvolari      | Privatnik                   | Maserati 8CM     |       | Poškodovan      |        |
| DNA | 16 | Antonio Brivio      | Automobiles Ettore Bugatti  | Bugatti T59      |       |                 |        |
| DNA | 26 | Earl Howe           | Privatnik                   | Maserati 8CM     |       |                 |        |
| DNA | 40 | Tim Rose-Richards   | Privatnik                   | Maserati 8CM     |       |                 |        |